# Amoni phosphat
Amoni phosphat là một hợp chất vô cơ có công thức hóa học là (NH4)3PO4. Nó là muối amoni của acid phosphoric. Một "muối kép" có liên quan, (NH4)3PO4·(NH4)2HPO4 cũng được công nhận nhưng sử dụng không thực tế. Cả hai muối triamoni đều tạo thành amonia. Trái ngược với tính không ổn định của các muối triamoni, diamoni biphosphat (NH4)2HPO4 và amoni dibiphosphat (NH4)H2PO4 là những hợp chất ổn định thường được sử dụng làm phân bón để cung cấp cho cây trồng với nitơ và phosphor cố định.

## Điều chế amoni phosphat
Amoni phosphat có thể được điều chế trong phòng thí nghiệm bằng cách cho acid phosphoric 85% phản ứng với dung dịch amonia 30%:
H3PO4 + 3NH3 → (NH4)3PO4
(NH4)3PO4 là chất rắn kết tinh, không màu. Chất rắn có mùi khai, dễ tan trong nước. Muối này chuyển thành diamoni biphosphat (NH4)2HPO4.